# Shoshone (Idaho)
Shoshone è una città degli Stati Uniti d'America, situata nello Stato dell'Idaho, nella Contea di Lincoln, della quale è anche il capoluogo.